# Novantadue gradi all'ombra
Novantadue gradi all'ombra (92 in the Shade) è un film statunitense del 1975 diretto da Thomas McGuane.